# Hajener Hungerstein

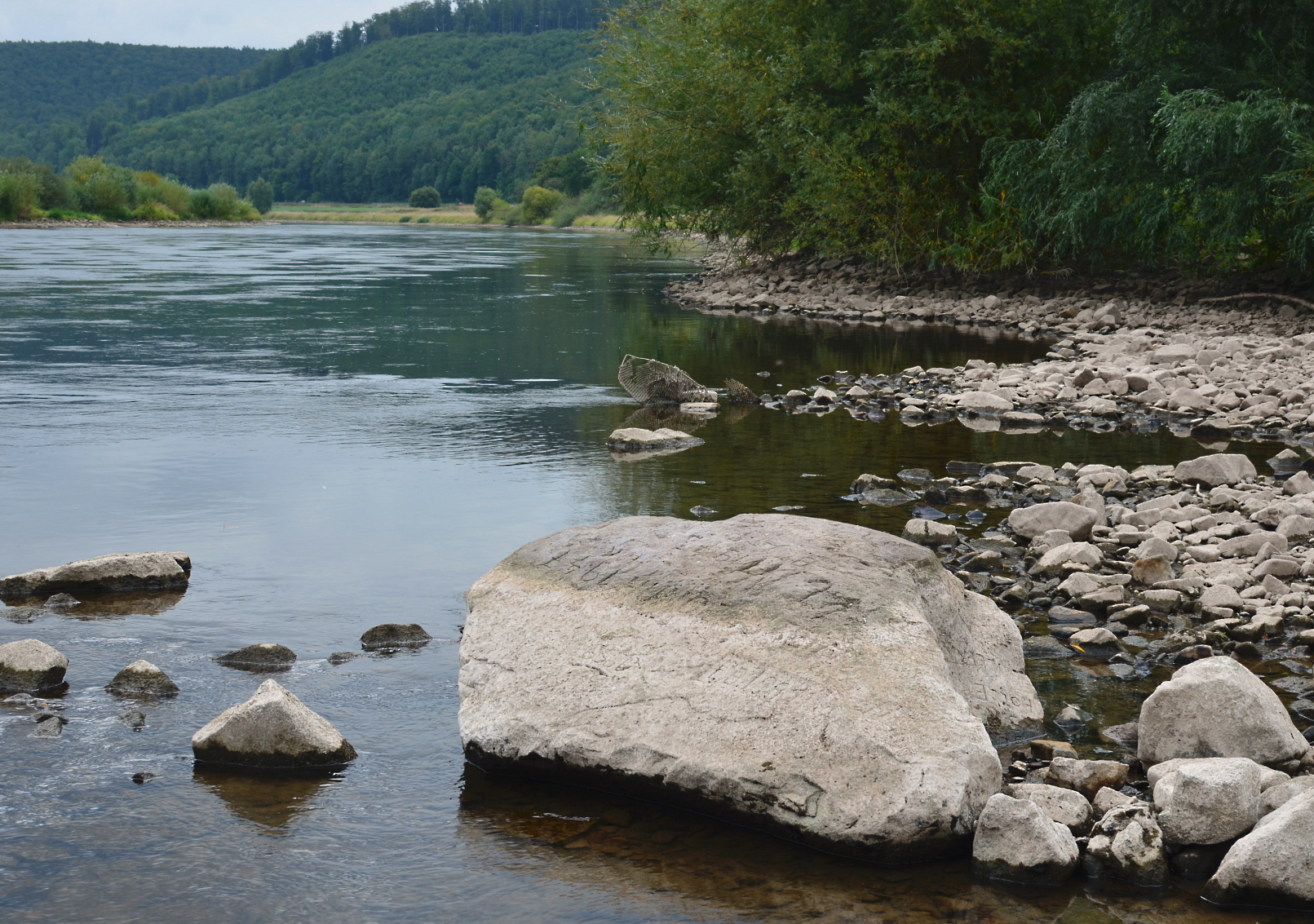
Hajener Hungerstein am 30. August 2018

Der Hajener Hungerstein ist ein Findling in der Oberweser, der als Hungerstein starkes Niedrigwasser markiert. Er liegt in Höhe von Hajen, einem Ortsteil der Gemeinde Emmerthal südlich von Hameln in Niedersachsen. Der Stein gilt als Wahrzeichen des Dorfes und ist seit 1998 ein Naturdenkmal.

## Beschreibung

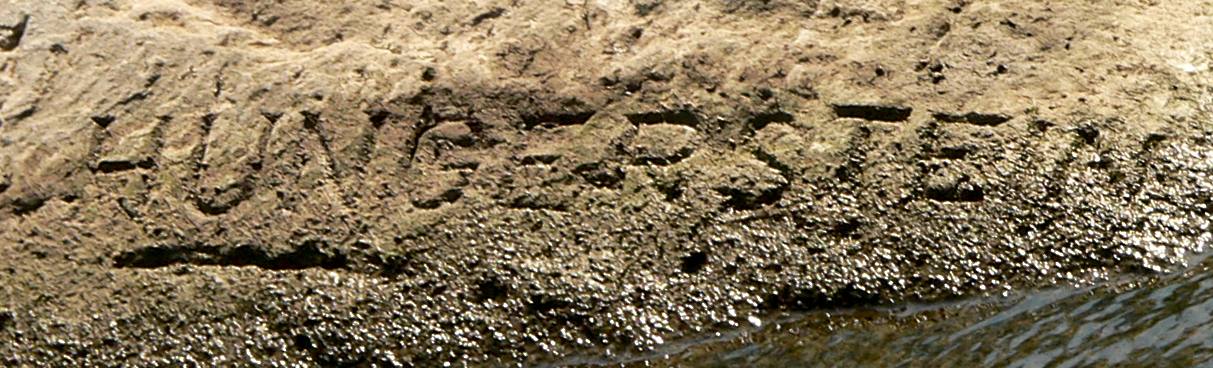
Inschrift Hungerstein

Der Stein hat die Ausmaße von 1,5 × 1,8 Meter bei einer Höhe von 0,8 Meter und wiegt mehrere Tonnen. Er liegt am westlichen Weserufer bei Stromkilometer 119,7 gegenüber von Hajen. Dies ist eine Stelle in Höhe des Ruhberges oberhalb der früheren Fähranlegerstelle Hajen-Ruhberg. Er befindet sich am Fußpunkt einer Buhne und ist bei einem Pegel unterhalb von 1,18 Meter sichtbar. Beim Stein handelt es sich um einen vom Geschiebe der Weser geschliffenen Steinblock aus Rotsandstein. Er trägt die Inschrift Hungerstein und weist mehrere eingravierte Jahreszahlen für die Jahre auf, in denen er sichtbar war, wie 1947, 1959, 1975, 1984 und 1991. Zu den Jahreszahlen fügten die Urheber teilweise ihre Initialen oder Namen hinzu. Auch während der Dürre und Hitze 2018 war der Hungerstein sichtbar, ebenso bei der Dürre und Hitze 2022. Wenige Meter flussabwärts liegt am Weserufer ein weiterer größerer Stein, der ebenfalls bei Niedrigwasser sichtbar wird.

Jahreszahlinschriften
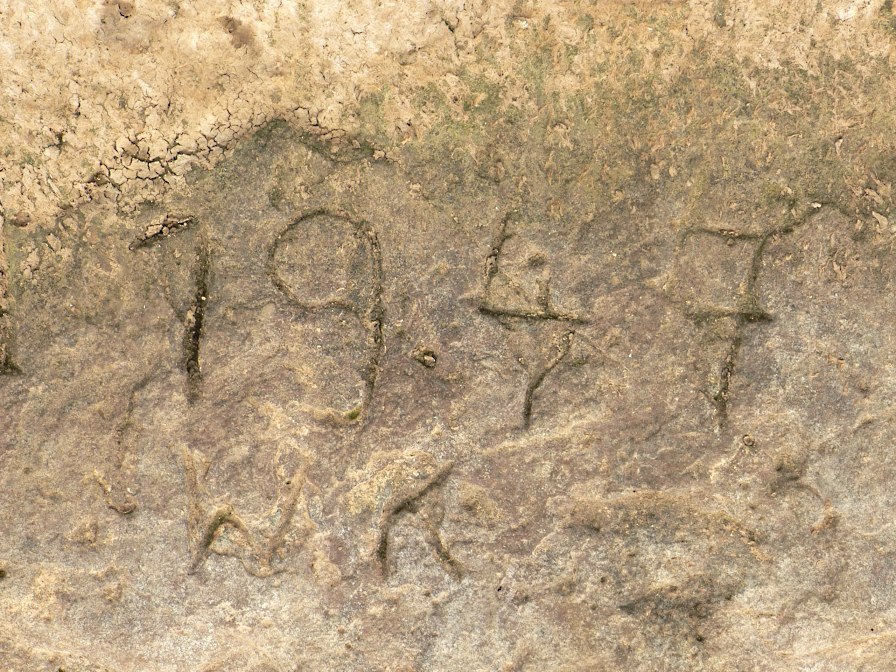
1947
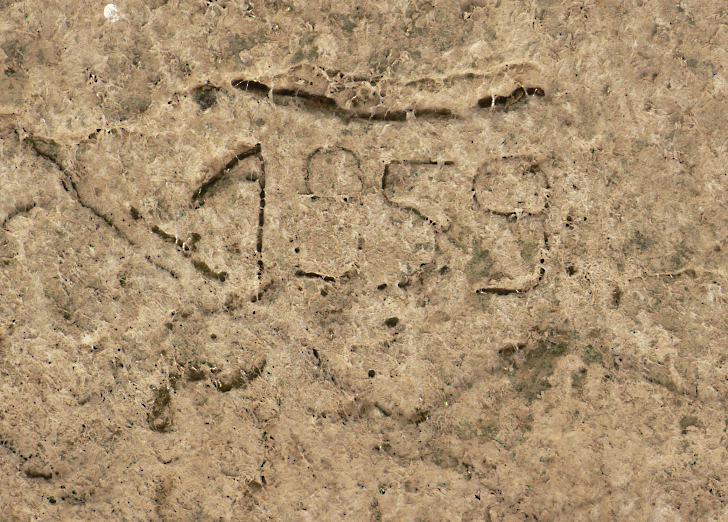
1959
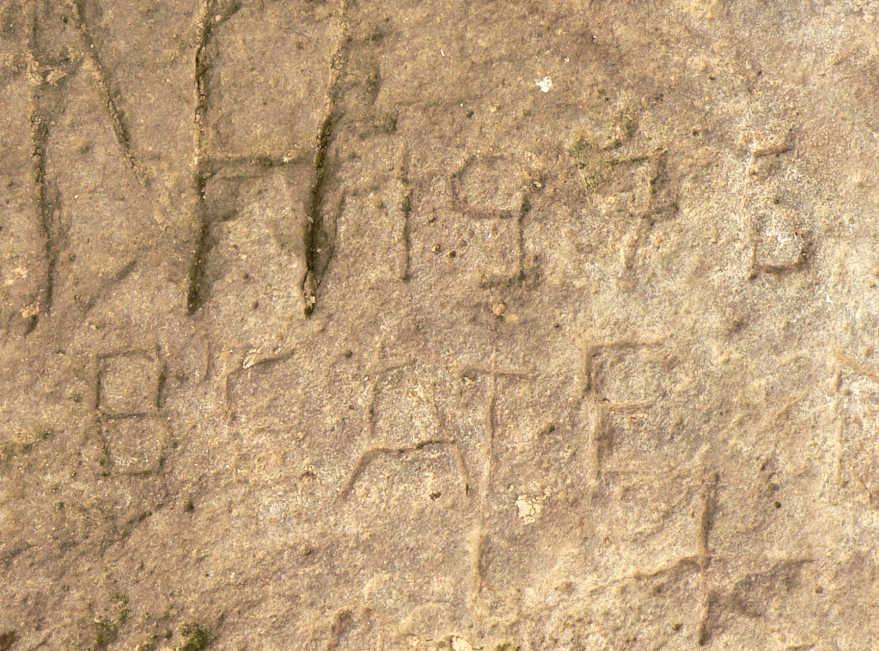
1975
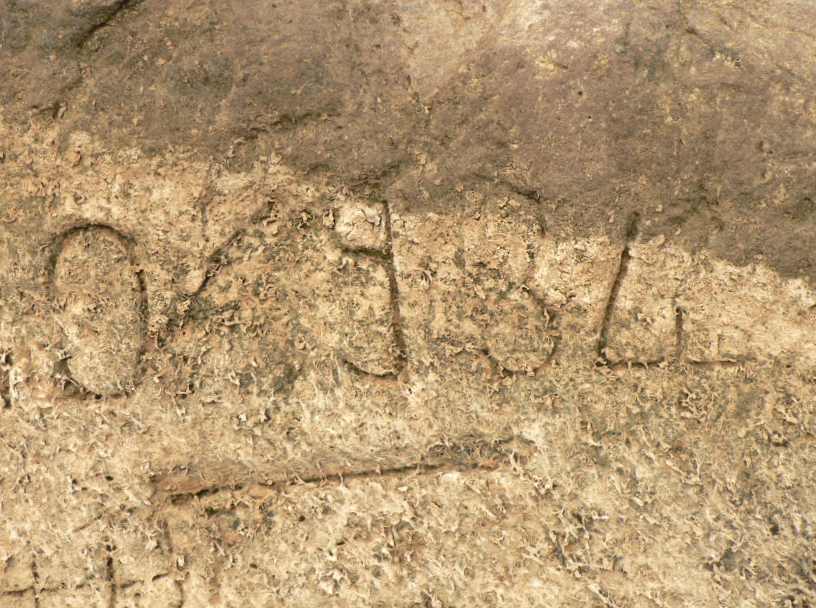
1984
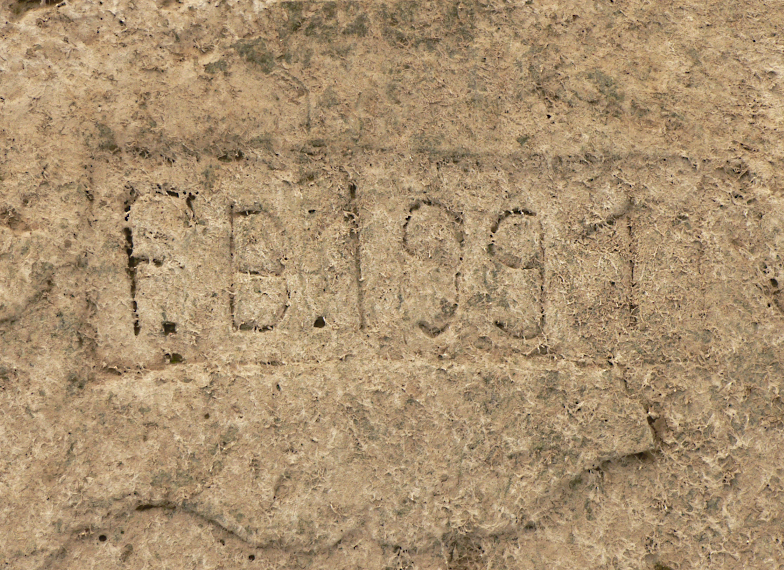
1991

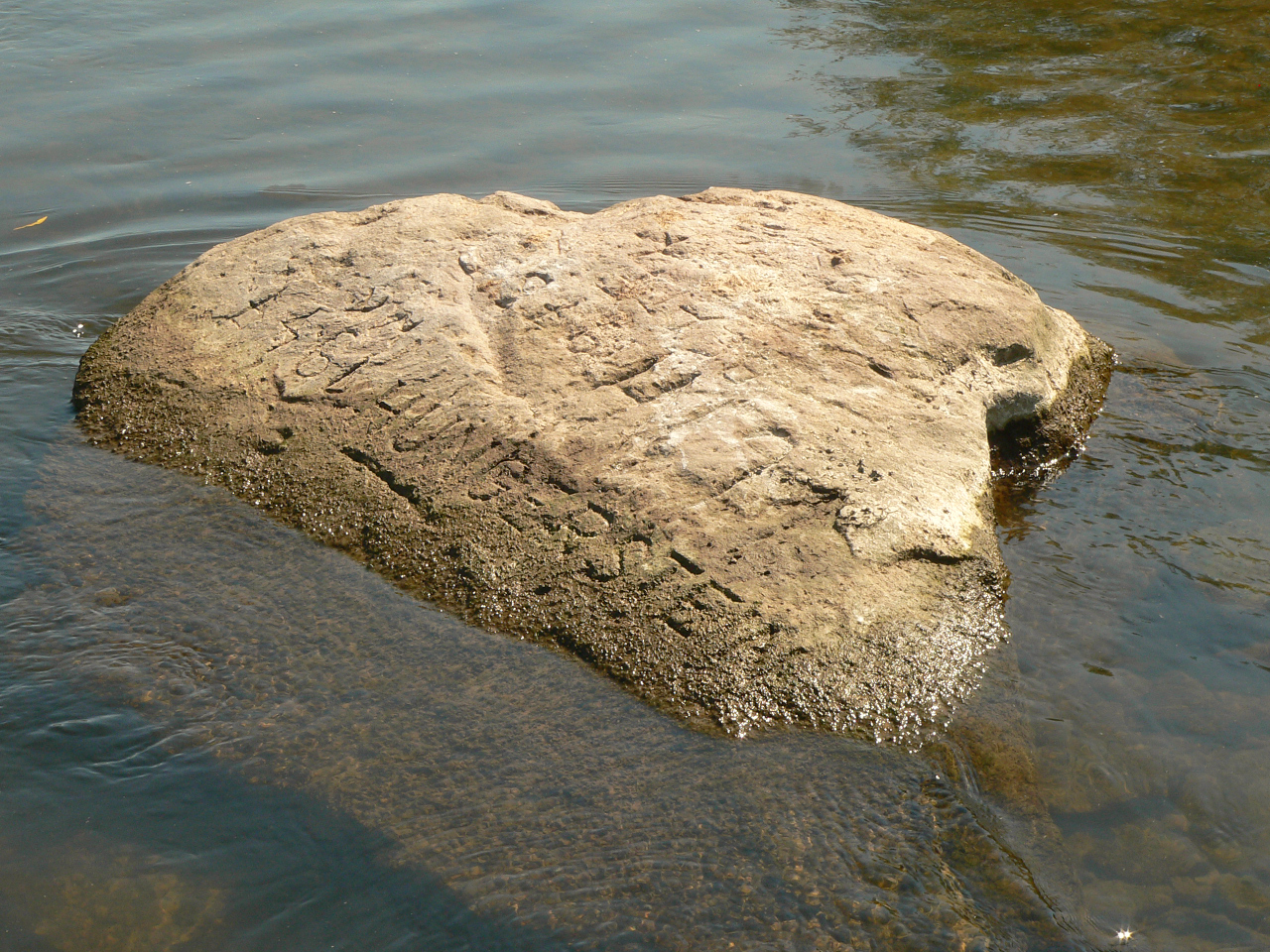
Der Hungerstein, August 2018

Im Jahr 1997 stellten einige Bürger bei der Unteren Naturschutzbehörde den Antrag auf Unterschutzstellung des Hungersteins wegen seiner heimatkundlichen Bedeutung. 1998 erklärte der Landkreis Hameln-Pyrmont den Stein zum Naturdenkmal.
Über die Liegedauer des Steins an der Stelle in der Weser gibt es unterschiedliche Einschätzungen. Nach Auffassung des in den 1990er Jahren amtierenden Ortsbürgermeisters von Hajen habe der Stein wegen seines Gewichts seit Jahrhunderten dort gelegen. Ein Heimatkundler aus Hajen behauptete zu dieser Zeit, das Stück sei bereits in alten Dokumenten und Chroniken erwähnt worden. Bei Recherchen durch Archivare, Heimatforscher und Kommunalpolitiker in jüngerer Zeit fand sich in historischen Unterlagen kein Beleg dafür.

## Bedeutung

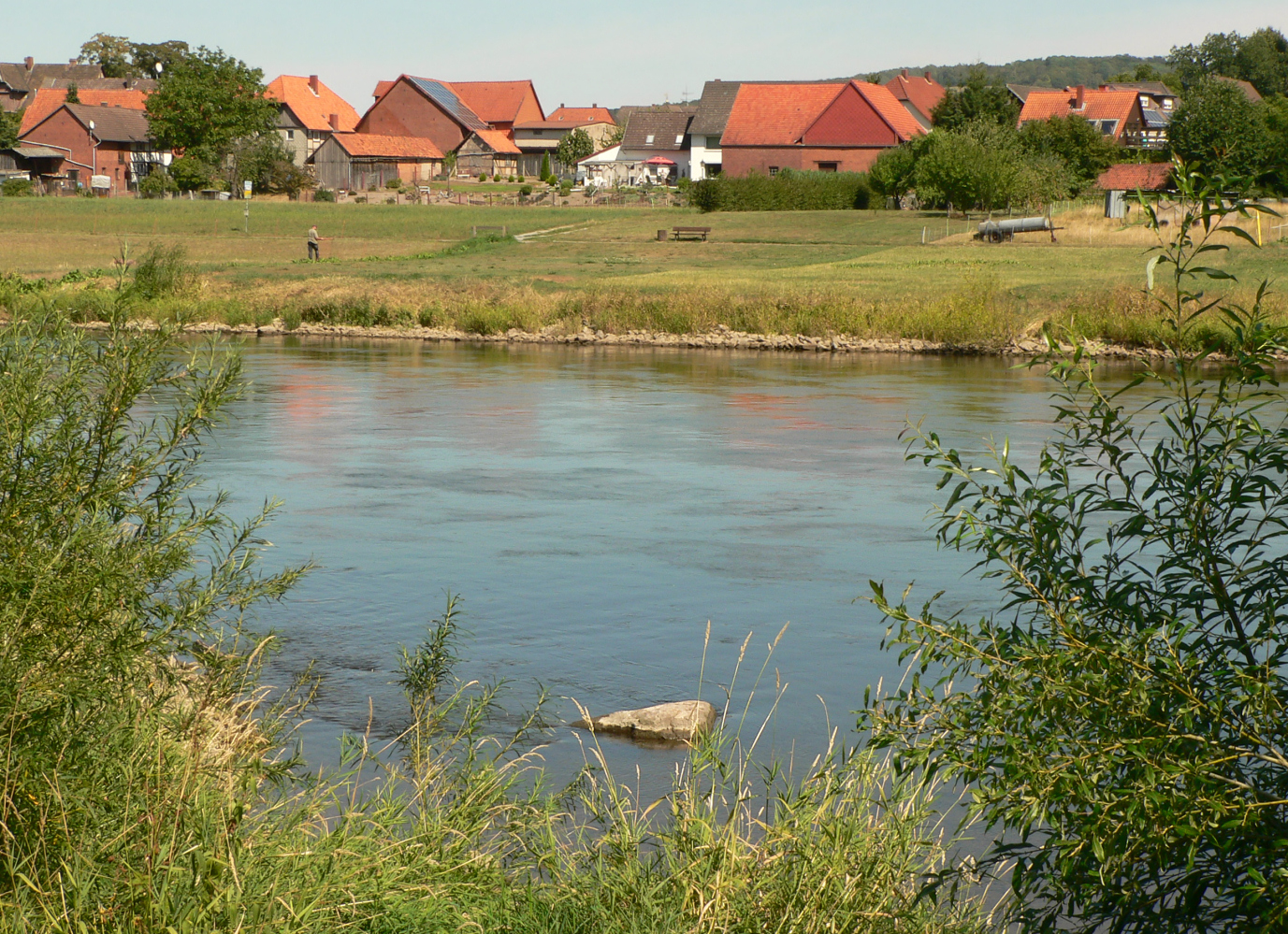
Der Hungerstein und Hajen, 18. August 2018

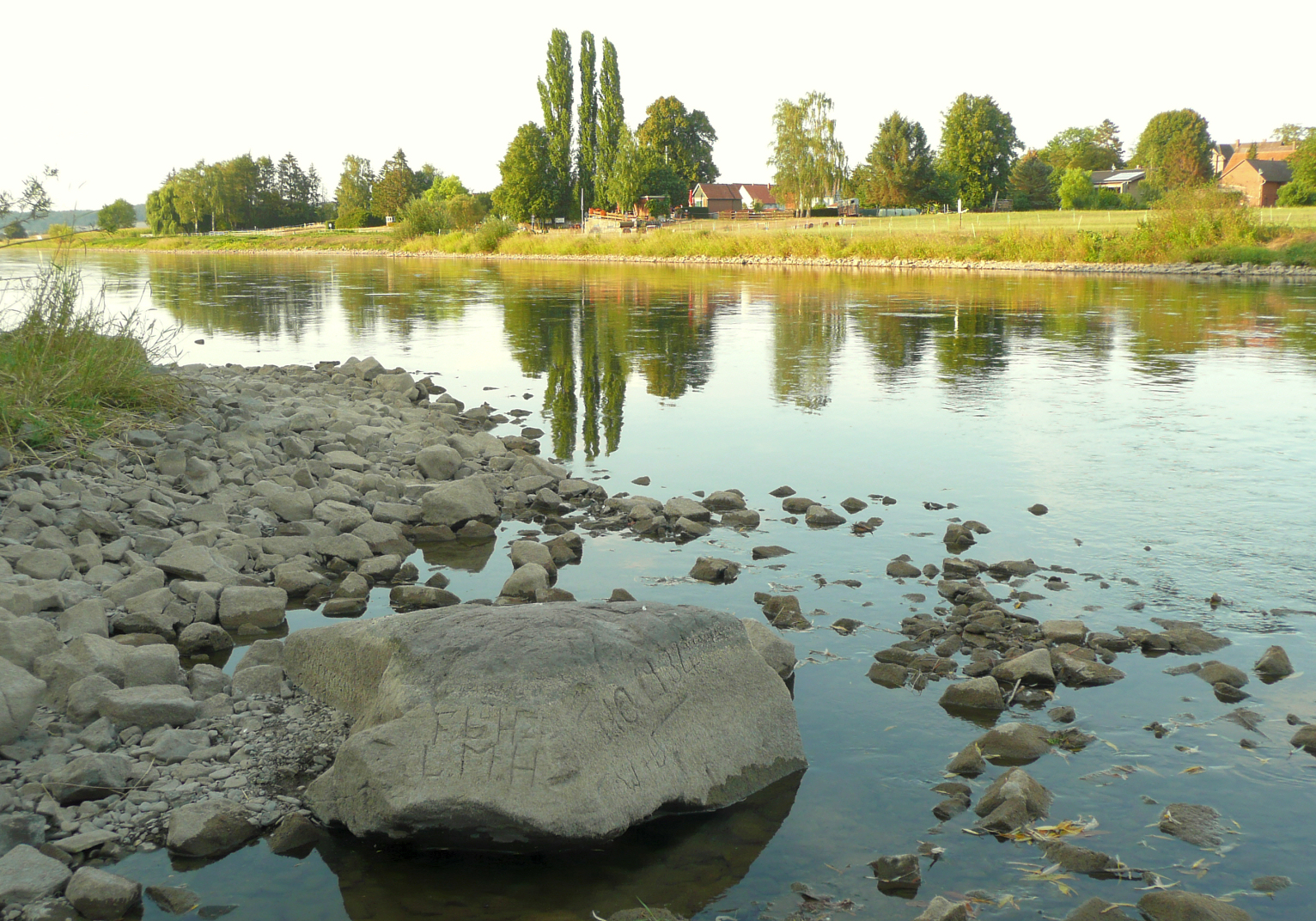
Der Hungerstein, 23. August 2022

Der Hajener Hungerstein war in früheren Zeiten ein Dürreanzeiger. Der auch andernorts für solche Steine gebräuchliche Name Hungerstein verweist auf die mit dem Sichtbarwerden üblicherweise einhergehende Dürre. Laut einem örtlichen Heimatforscher hätten die Brunnen des Dorfes denselben Wasserstand wie der Wasserpegel der Weser. Bis zum Aufkommen der Wasserversorgung durch Wasserleitungen habe die Sichtbarkeit des Steins für die Dorfbevölkerung bedeutet, Wasser zu sparen.

## Verschwinden
Im August 1996 stellten Bürger aus Hajen fest, dass der Hungerstein verschwunden war. Zuvor hatte die Außenstelle Hameln des Wasserstraßen- und Schifffahrtsamtes Hann. Münden in diesem Bereich der Weser Baggerarbeiten durchgeführt. Nach Angaben des Amtes habe man den Stein aber nicht angerührt. Später stieß ein Einwohner von Hajen beim Schwimmen in der Weser auf einen Felsbrocken und schaltete Taucher der Feuerwehr ein. Einige Tage danach wurde der Stein, den man als den vermissten Hungerstein identifiziert hatte, von einem Schwimmbagger geborgen und mit Hilfe von Vermessungsexperten des Katasteramtes an seinem ursprünglichen Standort platziert. Über 500 Schaulustige wohnten der Bergung bei volksfestähnlicher Stimmung bei.